# Ichneumenoptera caerulipes
Ichneumenoptera caerulipes is een vlinder uit de familie van de wespvlinders (Sesiidae). De wetenschappelijke naam van de soort is voor het eerst geldig gepubliceerd in 1906 door George Francis Hampson.